# Rogaczewo, Tỉnh West Pomeranian
Rogaczewo [rɔɡaˈt͡ʂɛvɔ] là một khu định cư ở khu hành chính của Gmina Mieszkowice, thuộc hạt Gryfino, West Pomeranian Voivodeship, ở phía tây bắc Ba Lan, gần biên giới Đức. Nó nằm khoảng 3 kilômét (2 mi)  về phía tây nam của Mieszkowice, 54 km (34 mi) phía nam Gryfino và 73 km (45 mi) phía nam thủ đô khu vực Szczecin.
Trước năm 1945, khu vực này là một phần của Đức. Đối với lịch sử của khu vực, xem Lịch sử của Pomerania.